# DeLaval

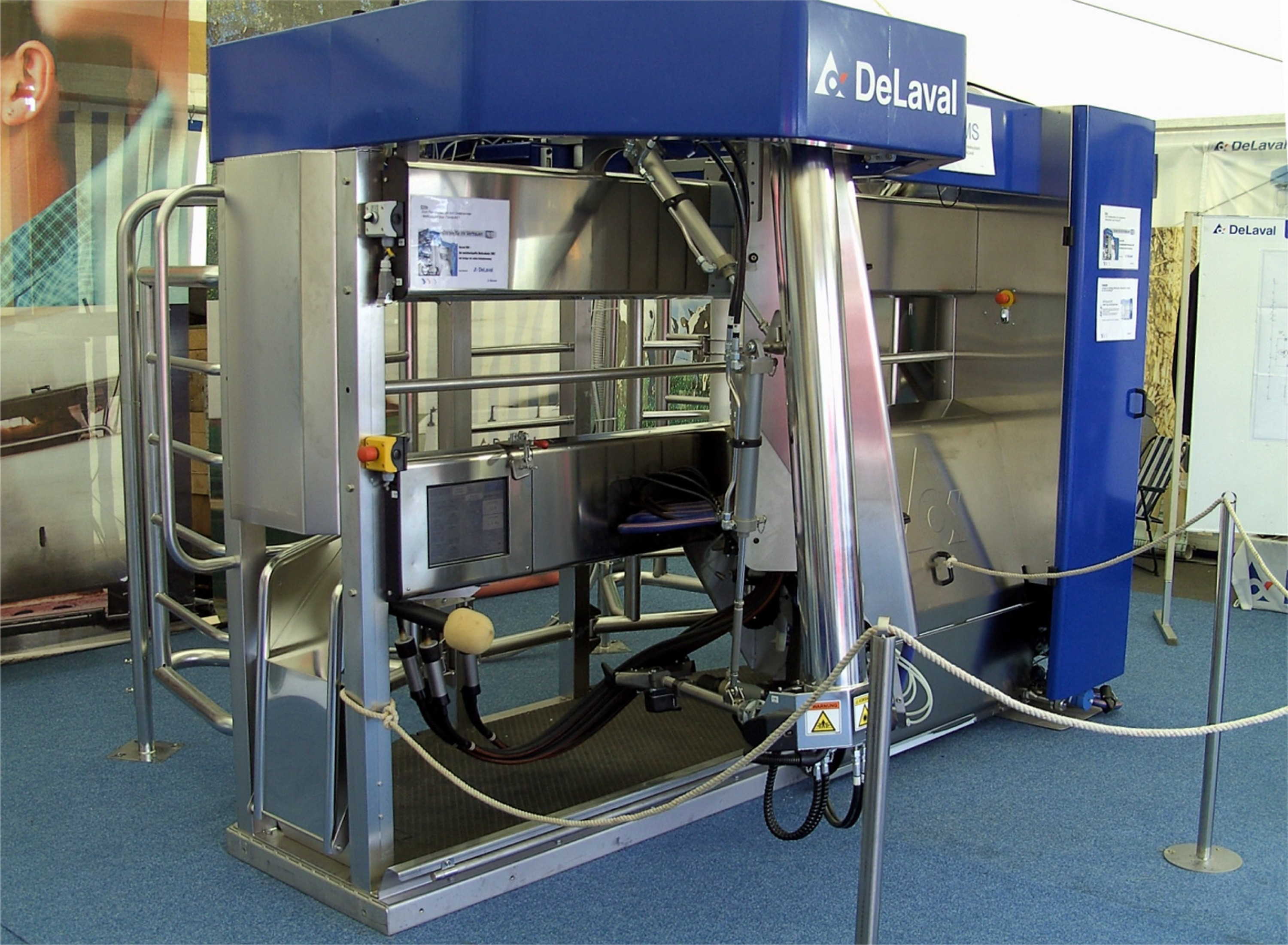
Melkroboter von DeLaval

DeLaval AB ist ein schwedischer Hersteller von Produkten für die Hofinnenwirtschaft und Milchproduktion. DeLaval hat seinen Sitz in Tumba und ist Teil des Tetra-Laval-Konzerns.

## Geschichte
Im Jahr 1883 gründeten Gustaf de Laval und dessen Geschäftspartner Oscar Lamm die Firma AB Separator in Stockholm. Bereits 1878 patentierte de Laval seine Weiterentwicklung der von Wilhelm Lefeldt 1877 erfundenen Milchschleuder. Im ersten Jahr fertigte das Unternehmen 54 Separatoren/Milchzentrifugen, von denen es 37 exportierte. 1889 erwarb AB Separator das Patent für den Alfa-Disc-Separator von dessen Erfinder Clemens von Bechtolsheim. Dies war ein wichtiger Schritt für das Unternehmen, da das eigene Separatorpatent auslief und diese neue Maschine ungefähr die doppelte Leistung des eigenen Produkts gewährleistete.
Um neue Produkte unter natürlichen Umständen zu erproben und weiterzuentwickeln, kaufte AB Separator 1894 den Bauernhof Hamra Gård in Tumba südlich von Stockholm.
2021 hatte das Unternehmen rund 4.500 Mitarbeitende und war in mehr als 100 Ländern präsent.